# Latawiec (demon)
Latawiec (w wersji żeńskiej: latawica) – demon z wierzeń słowiańskich, utożsamiany z duszami dzieci poronionych (później nieochrzczonych). Latawce wyobrażano sobie w postaci czarnych ptaków, identyfikowano je z wiatrem i wirami powietrznymi. Latawce ginęły podczas burzy, zabijane przez pioruny.
Początkowo uważano je za demony negatywne, choć niezbyt szkodzące ludziom, bądź za demony opiekuńcze domu (zwłaszcza na Mazowszu i Pomorzu). Po przyjęciu chrześcijaństwa uznano je za diabły utrzymujące kontakty seksualne z ludźmi. Z czasem słów latawiec, latawica zaczęto używać z tego powodu na określenie osób rozwiązłych.
W wierszu Adama Naruszewicza Balon pojawiają się słowa Ty sobie roisz czary, latawce.
Według innych podań latawiec (lub lataniec) to latający ognisty duch, hodowany z jaj kogucich, który przynosił ludziom pieniądze i zboże. Przypominał żmija. Wierzenie występowało na terenie Polski i zachodnich obrzeżach Białorusi i Ukrainy. Prawdopodobnie od tego znaczenia pochodzi nazwa zabawki dla dzieci.